# Patología (matemáticas)

La función de Weierstrass es continua y no diferenciable en cualquiera de sus puntos

En matemáticas, cuando una entidad matemática o alguna de sus propiedades conlleva la obtención de un resultado inesperado, que va en contra de la intuición, se suele hablar de una patología (o también de un fenómeno patológico o de un caso patológico). Por el contrario, si un resultado no va en contra de la intuición, entonces se suele hablar de buen comportamiento. Estos términos a veces son útiles en la investigación y la enseñanza de las matemáticas, pero no existe una definición matemática estricta de los conceptos de patología y de buen comportamiento.

## En análisis
Un ejemplo clásico de patología es la función de Weierstrass, que es continua en todas partes, pero que no es diferenciable en parte alguna. La suma de una función diferenciable y la función de Weierstrass es nuevamente continua pero diferenciable en ningún punto, por lo que hay al menos tantas funciones diferenciables como no diferenciables. De hecho, usando el teorema de categorías de Baire, se puede demostrar que las funciones continuas son genéricamente
no diferenciables.
Los ejemplos que figuran más adelante se consideraron patológicos cuando se descubrieron por primera vez. Citando a Henri Poincaré:

La lógica a veces engendra monstruos. Durante medio siglo han ido surgiendo una serie de funciones extrañas, que parecen esforzarse por parecerse lo menos posible a funciones normales y de cierta utilidad. No más continuidad, o bien continuidad pero no derivadas, etc. Más aún, desde el punto de vista de la lógica, son estas extrañas funciones las más generales; las que se encuentran sin ser buscadas ya no aparecen como más que un caso particular, y les queda poco espacio.

Antiguamente, cuando se inventaba una nueva función, era con vistas a algún fin práctico. Hoy en día se inventan expresamente para demostrar que los razonamientos de nuestros antepasados eran erróneos, y nunca sacaremos de ellas nada más que eso.

Si la lógica fuera la única guía del profesor, éste tendría que comenzar por las funciones más generales, es decir, por las más extrañas. Tendría que poner al principiante a luchar con esta colección de monstruosidades. Si no lo haces, podrían decir los lógicos, sólo alcanzarás la exactitud por etapas.
Henri Poincaré Science and Method (1899)

Desde Poincaré, se ha demostrado que las funciones no diferenciables en parte alguna aparecen en procesos físicos y biológicos básicos como el movimiento browniano, y en aplicaciones como el modelo de Black-Scholes en finanzas.
"Counterexamples in Analysis" (Contraejemplos en análisis) es un libro completo dedicado a este tipo de contraejemplos.

## En topología
Un contraejemplo famoso en topología es la esfera con cuernos de Alexander, que muestra que incrustar topológicamente la esfera S2 en 'R3 puede no lograr separar el espacio limpiamente. Como contraejemplo, motivó a los matemáticos a definir la propiedad de mansedumbre, que suprime el tipo de comportamiento salvaje exhibido por la esfera cornuda, el nudo salvaje, y otros ejemplos similares.
Como muchas otras patologías, la esfera cornuda juega en cierto sentido con una estructura infinitamente fina y generada recursivamente, que en última instancia viola la intuición ordinaria. En este caso, la topología de una cadena siempre descendente de bucles entrelazados de piezas continuas de la esfera en el límite refleja plenamente la de la esfera común, y sería esperable que su exterior, después de una incrustación, funcionara de la misma manera. Sin embargo, no es así, y no logra ser un conjunto simplemente conexo.
Para conocer la teoría subyacente, consúltese el teorema de Jordan-Schönflies.
Contraejemplos en topología es un libro completo dedicado a este tipo de casos.

## De buen comportamiento
Los matemáticos (y los especialistas en ciencias afines) hablan con mucha frecuencia de si un objeto matemático (como por ejemplo una función, un conjunto o un espacio de un tipo o de otro) tiene buen comportamiento. Si bien el término no tiene una definición formal fija, generalmente se refiere a la cualidad de satisfacer una lista de condiciones esperables, que pueden depender del contexto, los intereses matemáticos, la moda y el gusto. Para garantizar que un objeto se comporte bien, los matemáticos introducen más axiomas para limitar el dominio de estudio. Esto tiene la ventaja de facilitar el análisis, pero produce una pérdida de generalidad de las conclusiones alcanzadas.
Tanto en matemáticas puras como aplicadas (por ejemplo, en optimización, integración numérica o física matemática), comportarse bien también significa no violar ninguna suposición necesaria para aplicar con éxito cualquier planteamiento que se esté analizando.
El caso contrario suele denominarse patológico. No es inusual tener situaciones en las que la mayoría de los casos (en términos de cardinalidad o medida) son patológicos, pero los casos patológicos no suelen surgir en la práctica, a menos que se construyan deliberadamente.
El término buen comportamiento se aplica generalmente en un sentido absoluto: o algo se comporta bien, o no. Por ejemplo:
- En inferencia algorítmica, una estadística de buen comportamiento debe ser monótona, bien definida y suficiente.
- Para el teorema de Bézout, dos polinomios se comportan bien y, por lo tanto, la fórmula dada por el teorema para el número de sus intersecciones es válida, si su máximo común divisor polinómico es una constante.
- Una función meromorfa es una proporción de dos funciones que se comportan bien, en el sentido de que esas dos funciones son holomorfas.
- Las condiciones de Karush-Kuhn-Tucker son las condiciones necesarias de primer orden para que una solución en un problema de programación no lineal de buen comportamiento sea óptima. A su vez, un problema se considera de buen comportamiento si se satisfacen algunas condiciones de regularidad.
- En probabilidad, los eventos contenidos en el espacio de probabilidad correspondiente a una σ-álgebra se comportan bien, al igual que las funciones mesurables.

De forma menos frecuente, el término también puede aplicarse en un sentido comparativo:
- En cálculo infinitesimal:
  - Las funciones analíticas se comportan mejor que las funciones generalizadas suaves.
  - Las funciones suaves se comportan mejor que las funciones generales diferenciables.
  - Las funciones diferenciables continuas se comportan mejor que las funciones continuas generales. Cuanto mayor sea el número de veces que se pueda diferenciar la función, mejor se comportará.
  - Las funciones continuas se comportan mejor que las funciones integrables de Riemann en conjuntos compactos.
  - Las funciones integrables de Riemann se comportan mejor que las funciones funciones integrables de Lebesgue.
  - Las funciones integrables de Lebesgue se comportan mejor que las funciones generales.
- En topología, las funciones continuas se comportan mejor que las discontinuas.
  - El espacio euclídeo se comporta mejor que los espacios no euclídeos.
  - Los puntos fijos atractivos se comportan mejor que los puntos fijos repulsivos.
  - Las topologías de Hausdorff se comportan mejor que las otras en topología general arbitraria.
  - Los conjuntos de Borel se comportan mejor que los conjuntos arbitrarios de números reales.
  - Los espacios con dimensión entera se comportan mejor que los espacios con dimensión fractal.
- En álgebra abstracta:
  - Los grupos se comportan mejor que los magmas y los semigrupos.
  - Los grupos abelianos se comportan mejor que los grupos no abelianos.
  - Los grupos abelianos de generación finita se comportan mejor que los grupos abelianos no generados de forma finita.
  - Los espacios vectoriales de dimensión finita se comportan mejor que los de dimensión infinita.
  - Los cuerpos se comportan mejor que los anillos de división o los anillos en general.
  - Las extensiones de cuerpos separables se comportan mejor que las que no son separables.
  - Las álgebras de división normada se comportan mejor que las álgebras de composición general.

## Ejemplos patológicos
Los ejemplos patológicos a menudo tienen algunas propiedades indeseables o inusuales que hacen difícil contenerlos o explicarlos dentro de una teoría. Estos comportamientos patológicos a menudo impulsan nuevas investigaciones, que conducen a nuevas teorías y resultados más generales. Algunos ejemplos históricos importantes de este hecho son:
- El descubrimiento de los números irracionales por la escuela de Pitágoras en la antigua Grecia, como por ejemplo, la longitud de la diagonal de un cuadrado unidad, es decir {\displaystyle {\sqrt {2}}}.
- El descubrimiento de los números complejos en el siglo XVI para encontrar las raíces de la ecuación de tercer grado y de la ecuación de cuarto grado.
- Algunos cuerpos de números algebraicos tienen anillos de números enteros que no forman un dominio de factorización única, por ejemplo el cuerpo extendido {\displaystyle \mathbb {Q} ({\sqrt {-5}})}.
- El descubrimiento de los fractales y otros paradójicos objetos geométricos (véase dimensión de Hausdorff-Besicovitch).
- La función de Weierstrass, una función con valores reales en la recta real, es decir, continua en todas partes, pero que no es diferenciable en parte alguna.[1]
- Las funciones de prueba en análisis real y en la teoría de distribuciones, que son suaves en la recta real, con valor 0 en todas partes excepto en un intervalo limitado dado. Un ejemplo es la función

{\displaystyle \varphi (t)={\begin{cases}e^{-1/(1-t^{2})},&-1<t<1,\\0,&{\text{ en caso contrario}}.\end{cases}}}
- El conjunto de Cantor es un subconjunto del intervalo {\displaystyle [0,1]} que tiene medida cero, pero es no numerable.
- El conjunto grueso de Cantor es denso en ninguna parte, pero tiene medida positiva.
- La función de Fabius es suave en todas partes, pero no es analítica en parte alguna.
- La función de Volterra es diferenciable con derivada acotada en todas partes, pero la derivada no es una función integrable de Riemann.
- La curva de llenado del espacio de Peano es una función sobreyectiva continua que asigna el intervalo unitario {\displaystyle [0,1]} a {\displaystyle [0,1]\times [0,1]}.
- La función de Dirichlet, que es una función indicatriz para los números racionales, es una función acotada y que no es una función integrable de Riemann.
- La función de Cantor es sobreyectiva, continua y monótona; y asigna {\displaystyle [0,1]} a {\displaystyle [0,1]}, pero tiene casi en todas partes derivada cero.
- La función de signo de interrogación de Minkowski es continua y estrictamente creciente, pero tiene derivada cero en casi todas partes.
- Se pueden construir clases de satisfacción que contengan declaraciones aritméticas intuitivamente falsas en modelos numerables saturados recursivamente en la aritmética de Peano.
- La curva de Osgood, que tiene área positiva, a diferencia de la mayoría de las curvas de llenado del espacio.
- Una esfera exática es homeomórfica pero no difeomórfica con respecto a la n-esfera euclídea estándar.

En el momento de su descubrimiento, cada uno de ellos se consideraba altamente patológico, aunque posteriormente han sido asimilados a la teoría matemática moderna. Estos ejemplos incitan a sus observadores a corregir sus creencias o intuiciones y, en algunos casos, requieren una reevaluación de las definiciones y conceptos fundamentales. A lo largo de la historia, han conducido a matemáticas más correctas, más precisas y más poderosas. Por ejemplo, la función de Dirichlet es integrable de Lebesgue y la convolución con funciones de prueba se utiliza para aproximar cualquier función localmente integrable mediante funciones suaves.
Que una conducta sea patológica está, por definición, es algo sujeto a la intuición personal. Las patologías dependen del contexto, la formación y la experiencia, y lo que es patológico para un investigador puede muy bien ser una conducta estándar para otro.
Los ejemplos patológicos pueden mostrar la importancia de los supuestos de un teorema. Por ejemplo, en estadística, la distribución de Cauchy no satisface el teorema del límite central, aunque su forma de campana simétrica parece similar a muchas distribuciones que sí lo hacen; y no cumple con el requisito de tener una media y una desviación estándar que existan y que sean finitas.
Algunas de las paradojas más conocidos, como la paradoja de Banach-Tarski y la paradoja de Hausdorff, se basan en la existencia de conjuntos no medibles. Los matemáticos, a menos que adopten la posición minoritaria de negar el axioma de elección, en general se resignan a tener que asumir la existencia de tales conjuntos.

## Ciencias de la computación
En ciencias de la computación, patológico tiene un sentido ligeramente diferente con respecto al estudio de algoritmos. Aquí, se dice que un dato o conjunto de datos de entrada es patológico si provoca un comportamiento atípico en el algoritmo, como una violación de su caso promedio de complejidad, o incluso de la corrección de los resultados obtenidos. Por ejemplo, las tablas hash generalmente tienen entradas patológicas: conjuntos de claves que colisionan en valores hash. El algoritmo de ordenación Quicksort normalmente tiene una complejidad temporal {\displaystyle O(n\log {n})}, pero se deteriora a {\displaystyle O(n^{2})} cuando recibe una entrada que desencadena un comportamiento subóptimo.
El término se utiliza a menudo de forma peyorativa, como una forma de descartar tales entradas como especialmente diseñadas para romper una rutina que de otro modo sería sólida en la práctica (compárese con tolerancia a fallos bizantinos). Por otro lado, es importante conocer las entradas patológicas, ya que pueden aprovecharse para montar un ataque de denegación de servicio en un sistema informático. Además, en este sentido, el término patológico es una cuestión de juicio subjetivo, como ocurre en otros casos. Con suficiente tiempo de ejecución, una comunidad de usuarios suficientemente grande y diversa (u otros factores), de hecho podría producir una combinación de datos de entrada que generasen un comportamiento patológico del sistema (como se ve en caso del vuelo 501 del Ariane 5 (el primer vuelo de prueba del Ariane 5).

## Excepciones
Un fenómeno similar pero distinto es el de los objetos excepcionales (y el de los isomorfismos excepcionales), que ocurre cuando existe un pequeño número de excepciones a un patrón general (como un conjunto finito de excepciones a una regla que de otro modo sería general). Por el contrario, en los casos de patología, a menudo la mayoría o casi todos los casos de un fenómeno son patológicos (por ejemplo, casi todos los números reales son irracionales).
Subjetivamente, los objetos excepcionales (como los icosaedros o los grupos esporádicos) generalmente se consideran hermosos, ejemplos inesperados de una teoría, mientras que los fenómenos patológicos a menudo se consideran feos, como indica su nombre. En consecuencia, las teorías suelen ampliarse para incluir objetos excepcionales. Por ejemplo, las álgebras de Lie excepcionales están incluidas en la teoría de las álgebras de Lie semisimples: los axiomas se consideran buenos, y los objetos excepcionales inesperados pero válidos.
Por el contrario, los ejemplos patológicos se toman para señalar una deficiencia en los axiomas, lo que requiere axiomas más fuertes para descartarlos. Por ejemplo, requerir mansedumbre de la incrustación de una esfera en el teorema de Jordan-Schönflies. En general, se puede estudiar la teoría más general, incluidas las patologías, que pueden proporcionar sus propias simplificaciones (los números reales tienen propiedades muy diferentes de los racionales, y del mismo modo las aplicaciones continuas tienen propiedades muy diferentes de las suaves), pero también la teoría menos general, de la que se extrajeron los ejemplos originales.